# José Juan Moreso
José Juan Moreso (Tortosa, España, 27 de marzo de 1959) es licenciado en Derecho por la Universidad Autónoma de Barcelona (1983) y doctor por la misma universidad (1988), con premio extraordinario en ambos casos. En octubre de 2010 fue investido con el grado académico de Doctor Honoris Causa por la Universidad de Valparaíso (Chile). Ha ejercido su labor docente en la Universidad Autónoma de Barcelona (1988-1995); la Universidad de Gerona (1996-2000) y la Universitat Pompeu Fabra (2000-2005). Ha sido rector de la Universidad Pompeu Fabra desde mayo de 2005 a junio de 2013, siendo reelegido por un segundo mandato en 2009.

## Trayectoria académica y líneas de investigación
El campo de investigación de JJ. Moreso dentro de la filosofía del derecho se centra en el estudio de la estructura y la dinámica de los sistemas jurídicos y las contribuciones de la lógica deóntica en este ámbito. Su línea de trabajo actual es la de los fundamentos filosóficos de la Constitución, una vasta área donde coinciden la metaética, la filosofía del lenguaje, la teoría de la interpretación y la argumentación jurídica, la filosofía política y las teorías de la democracia.
En su trayectoria académica, JJ. Moreso ha realizado estancias de investigación en la Universidad de Buenos Aires (1990), el Balliol College de la Universidad de Oxford (1995) y la Universidad de Génova (2000). También ha ejercido como profesor visitante en diversas universidades europeas, ha dirigido un gran número de tesis doctorales y sido el investigador principal de un grupo de investigación consolidado con una larga trayectoria de financiación competitiva para proyectos.
En la actualidad, JJ. Moreso es miembro del Tampere Club -una asociación internacional dedicada al estudio de los problemas de la democracia en la actualidad-, editor de la revista Doxa y miembro del comité científico de las revistas especializadas Ragion Pratica (Italia) e Isonomía (México).
Ha sido declarado Doctor Honoris Causae por la benemérita Universidad de Valparaíso, Chile, en 2010.

## Publicaciones
JJ. Moreso es autor de numerosas publicaciones de su área de especialización. Su última obra, Constitución. Modelo para armar, será publicada por Marcial Pons a principios de 2009.
Obras Principales:
- La teoría del Derecho de Bentham, (Bcn: P.P.U, 1993) 433 pp.;
- (con Pompeu Casanovas) (eds.): El ámbito de lo jurídico. Lecturas de pensamiento jurídico contemporáneo (Bcn: Crítica, 1994), 587 pp.;
- Legal Indeterminacy and Constitutional Interpretation, English version of R. Zimmerling, (Dordrecht: Kluwer, 1998), 220 pp.;
- (con Josep M. Vilajosana): Introducción a la Teoría del Derecho (Madrid: Marcial Pons, 2004).

Además, también ha publicado múltiples artículos en revistas especializadas como Ratio Iuris, Erkenntnis, Law and Philosophy, Ragion Pratica, Theoria: A Swedish Journal of Philosophy, Associations, Revista Española de Derecho Constitucional, Análisis Filosófico, Crítica, y Doxa; además de varios capítulos de libros de su especialidad.
Principales artículos:
- ‘Sobre las normas inconstitucionales’, Revista española de Derecho Constitucional, 38 (1993): 81-115
- (con Pablo E. Navarro): ‘Some Remarks on the Notions of Legal System and Legal Order’, Ratio Iuris. An International Journal of Jurisprudence and Philosophy of Law, 6 (1993): 48-63
- ‘On Relevance and Justification of Legal Decisions’, Erkenntnis. An International Journal of Jurisprudence and Philosophy of Law, 6 (1993): 48-63
- (con Pablo E. Navarro): ‘Applicability and Effectiveness of Legal Norms’, Law and Philosophy, 16 (1997): 201-219
- Diritti e giustizia procedurale imperfetta’, Ragion Pratica, 10 (1998): 13-40
- (con Pablo E. Navarro): ‘The Reception of Norms and Open Legal Systems’, Stanley L. Paulson, Bonnie Litschewesky Paulson (eds.), Normativity and Norms. Critical perspectives on Kelsenian Themes, (Oxford: Oxford University Press, 1998): 273-292
- ‘In Defense of Inclusive Legal Positivism’, Pierluigi Chiassoni (ed.), The Legal Ought (Torino: Giappicheli, 2001): 37-64
- (con Pablo E. Navarro i M. Cristina Redondo): ‘Legal Gaps and Conclusive Reasons’, Theoria. A Swedish Journal of Philosophy, Parte 1 (2002): 51-65
- ‘Confitti tra principi constituzionale’, Ragion Pratica, 18 (2002): 201-222
- ‘El reino de los derechos y la objetividad de la moral’. Análisis Filosófico, 23 (2003): 117-150
- ‘Dos concepciones de la aplicación de las normas de derechos fundamentales’, en J. Betegón; F.J. Laporta; J.R. del Páramo; L. Prieto (eds), Constitución y derechos fundamentales, (Madrid. Centro de Estudios Políticos y Constitucionales, 2004): 473-493
- ‘Positivismo guiridico e applicazione del diritto’. Materiali per una storia della cultura giuridica, 25 (2005): 225-244
- ‘Alexy y la aritmética de la ponderación’. Robert Alexy. Derechos sociales y ponderación. (Madrid: Fundación Coloquio Jurídico Europeo, 2007): 223-248

## Cargos de dirección y gestión
Ejerció como vicedecano de Ordenación Académica de la Facultad de Derecho de la UAB (1990-1992) y, posteriormente, como delegado del vicerrector de Ordenación Académica para el Tercer Ciclo en la misma universidad (1993-1994).
En su paso por la Universidad de Gerona, ocupó el cargo de vicedecano de Ordenación Académica de Derecho Privado (1998-2000) y ejerció como director del Departamento de Derecho Privado (1998-2000). 
 Su entrada en la gestión de la UPF se produjo como vicerrector de Profesorado y del Espacio Europeo de Enseñanza Superior durante el rectorado de Rosa Maria Virós (2001-2005), cargo que le supuso un amplio conocimiento sobre el nuevo marco común europeo, además de sobre el funcionamiento interno de la Universidad. Rector entre 2005 y 2013, en 2009 fue reelegido para un segundo periodo. Durante estos años, la Universidad ha adaptado todas las titulaciones al EEES, ha profundizado su perfil de investigación y formación de postgrado, ha fortalecido su vocación internacional y ha sido calificada como Campus d'Excel·lència Internacional.